# Nordic Capital
Nordic Capital är ett riskkapitalbolag. Deras riskkapitalfonder är inriktade på investeringar i medelstora till stora företag i Europa och USA. Nordic Capital investerar främst i företag inom  hälso- och sjukvård,  teknik och betalningslösningar och finansiella tjänster. Andra områden är industrivaror- och tjänster. 
Sedan starten 1989 har Nordic Capital investerat mer än 20 miljarder euro i över 120 företag.  Den senaste fonden är Nordic Capital Fund X med 6.1 miljarder euro i investerat kapital samt Evolution Fund som riktar sig till små- och medelstora företag på 1.2 miljarder euro. Kapitalet kommer från framför allt internationella institutionella investerare som t ex pensionsfonder.

## Fonder och investerare
Nordic Capital har ett stort antal institutionella investerare i sina fonder, inklusive allmänna och privata pensionsfonder, statliga investeringsfonder, finansinstitut, stiftelser och familjeföretagare, samt andra institutionella investerare.
Nordic Capitals fonder rådges av rådgivningsbolag i Sverige, Danmark, Finland, Norge, Tyskland, Storbritannien och USA. Nordic Capital och dess rådgivningsbolag har totalt 180 anställda.

## Samarbete med högskolor och universitet
Företaget är en Senior Partner i Handelshögskolan i Stockholms partnerprogram för företag som bidrar finansiellt till Handelshögskolan i Stockholm och samarbetar nära med den vad gäller utbildning och forskning.